# Batanagar

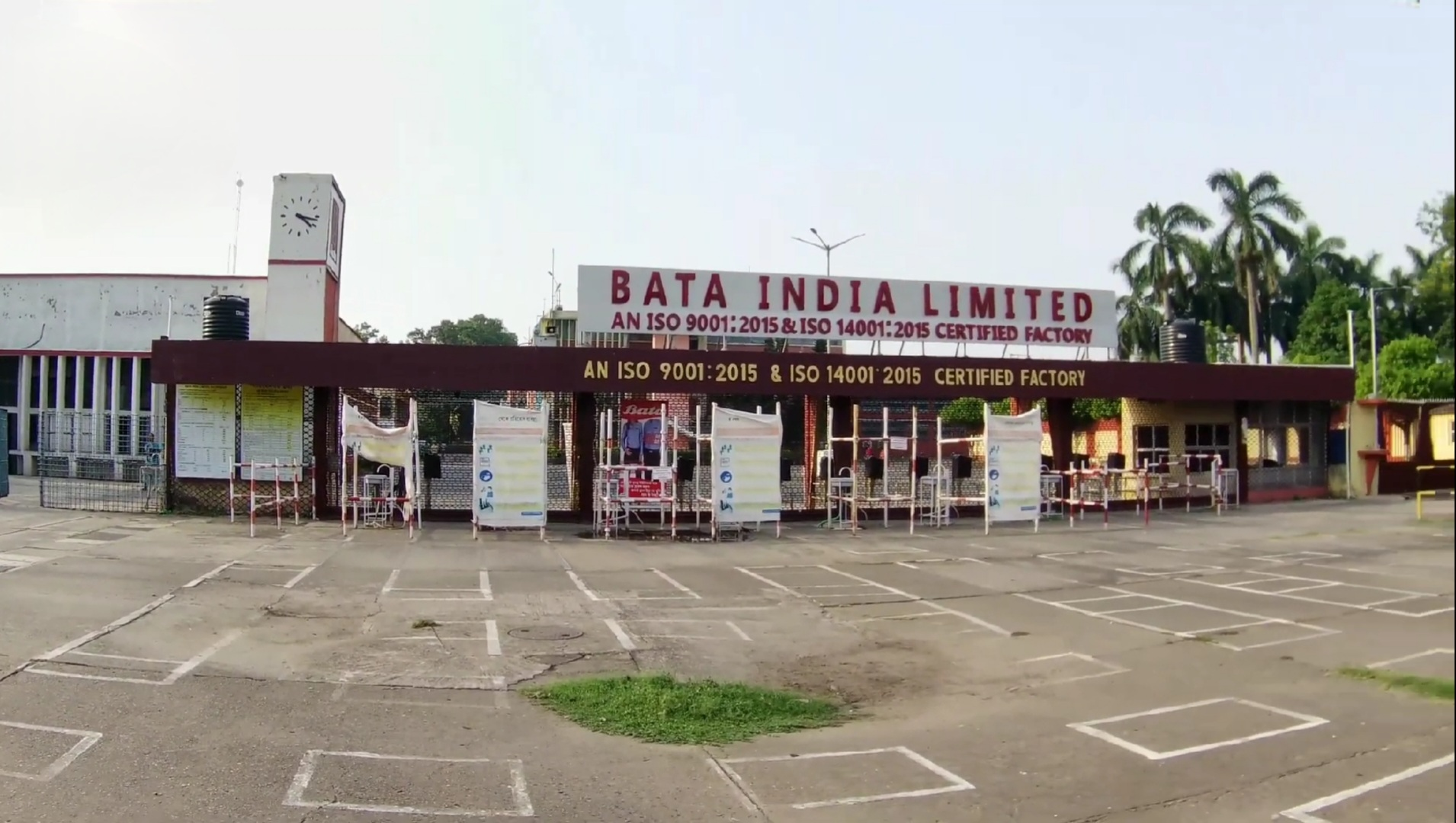
Bata India Limited, eine der ersten Fabriken in Batanagar

Batanagar (Bengali: বাটানগর, auf Deutsch: Bata-Stadt) ist eine Fabrikstadt südwestlich der westbengalischen Millionenstadt Kalkutta in Indien.

## Geographie
Batanagar liegt in der Nähe des Flusses Ganges im Bezirk Dakshin 24 Pargana des Bundesstaates Westbengalen. Sie gehört verwaltungsmäßig zum Gebiet der Kolkata Metropolitan Development Authority. Die nächste Eisenbahnstation ist Nungi (Nangi) 23 km südlich von Sealdah an der Teilstrecke Sealdah - Budge Budge der indischen Eastern Railway. Die Koordinaten sind 22° 17′N und 88° 07′E.

## Geschichte
Batanagar wurde 1934 vom damals tschechoslowakischen Schuhkonzern Baťa unter der Leitung von Jan Antonin Baťa und mit Beteiligung von 75 Experten aus der Tschechoslowakei begründet. Nach dem Beispiel der Stadt Zlín in Mähren, des Gründungsortes des Konzerns, wurden Fabrikgebäude und Häuser für die Angestellten im Stil des Funktionalismus errichtet.

## Wirtschaft
Heute (2011) ist die Schuhfabrik die Keimzelle von Hunderten von Klein- und Mittelbetrieben, die Schuhe aus Leder, PVC, Jute und anderen Materialien fertigen. Daneben haben sich große und bekannte indische Schuhfirmen hier niedergelassen, die viele der Arbeiten an die Kleinstbetriebe der Stadt vergeben.

## Ausstellung
- 2011: City Inc.; Bata Cities - Corporate Towns, Bauhaus Dessau